# Wish (Website)
Wish (deutsch: Wunsch)  ist ein E-Commerce-Unternehmen mit Sitz in San Francisco, das die gleichnamige Website und Shopping-App betreibt. Es wurde 2010 von dem CEO Peter Szulczewski (ehemaliger Softwareingenieur bei Google) und dem CTO Danny Zhang (ehemaliger Programmierer bei Yahoo) als Wunschlisten-Portal gegründet, das 2013 in eine E-Commerce-Plattform umgewandelt wurde. Im Jahr 2017 hatte die Shopping-App Wish über 100 Millionen Nutzer auf den Plattformen iOS und Android.

## Angebot
Ähnlich wie auf eBay verkaufen Unternehmen und Hersteller auf Wish Waren direkt an die Verbraucher. Dabei werden meist günstige Waren mit hohen Rabatten angeboten. Wish selbst bietet keine Waren an, sondern tritt nur als Vermittler auf und erhält dafür Provision. Die meisten Anbieter kommen hierbei aus China. Bezahlt werden kann in Deutschland mittels diverser Kreditkarten, PayPal, Google Wallet, Apple Pay, EBANX, iDeal und Klarna.
Im Jahr 2017 fügte das Unternehmen Wish Outlet hinzu, das Markenprodukte aus überfüllten Lagerbeständen zu ermäßigten Preisen verkauft. Wish fügte auch den Dienst Wish Express hinzu, der eine schnellere Lieferung anbietet.
Wish betreibt außerdem die vier weiteren spezialisierten Shopping-Apps:
- Geek (fokussiert auf Elektronik-Artikel),
- Mama (fokussiert auf Familie und Kinder),
- Cute (Kosmetikartikel)
- und Home (Dekoration und Haus).

Wish hat ebenfalls eine lokale Marktplatz-App namens Wish Local, die ähnlich wie Kleinanzeigen ist und sich auf den Verkauf von gebrauchten Waren in der räumlichen Umgebung konzentriert.

## Geschichte
Im Jahr 2010 wurde Wish als App zum Erstellen einer Wunschliste erstellt. Die Site veranlasste die Nutzer dazu, ähnliche Produkte auf anderen Webseiten zu sehen und generierte durch ein Pay-per-Click-Modell auf diese Seiten ihre Einnahmen.
Im Jahr 2013 wurde aus Wish eine E-Commerce-Plattform, nachdem Händler aufgefordert wurden, ihre Produkte direkt auf der App zu hosten und Wish dafür Provision nahm. Ende 2015 berichtete Business Insider, dass Amazon und Alibaba sich mit einem Übernahmeangebot an Wish versuchten.
Im Jahr 2018 kündigte Wish seine Integration mit der Multichannel-E-Commerce-Plattform Expandly an.
2024 wurde wish für 173 Mio. US-Dollar an die südostasiatische E-Commerce-Plattform Qoo10 verkauft.

## Nutzerzahlen
Die Shopping-App behauptet, über 300 Millionen Nutzer auf der ganzen Welt zu haben und täglich mehr als zwei Millionen Produkte zu verkaufen. Besonders wird dabei die junge Zielgruppe angesprochen. Wish wurde 2017 zur am meisten heruntergeladenen Shopping-App in den USA. Im Laufe des Jahres verzeichnete Wish im iOS-App Store und im Google Play Store 32,5 Millionen Downloads in den USA. Amazon hatte im Vergleich nur 29,2 Millionen. 2018 hatte die Wish-Shopping-App insgesamt über 100 Millionen Nutzer auf den Plattformen iOS und Android erreicht.

## Finanzen
Der Umsatz lag 2017 bei einer Milliarde US-Dollar, der Gewinn allerdings bisher nur im einstelligen Millionenbereich. In den vorherigen Jahren hatte sich der Umsatz jährlich fast verdoppelt.
Das Startup erhielt mehr als eine Milliarde Dollar an Finanzmitteln von mehreren Risikokapitalfirmen wie Temasek, DST Global, GGV Capital, Founders Fund und Jerry Yangs AME Cloud Ventures und hat über 300 Mitarbeiter.

## Marketing
Wish machte in den vergangenen Jahren hauptsächlich Werbung in sozialen Netzwerken wie Facebook und Instagram. Wish ist einer der größten Werbetreibenden auf Facebook und soll 500 Millionen Dollar pro Jahr allein für Facebook-Anzeigen ausgeben.
Im Rahmen der Fußballweltmeisterschaft 2018 in Russland veröffentlichten die Betreiber einen Werbespot mit den Fußballspielern Paul Pogba und Neymar, der innerhalb weniger Tage über zehn Millionen Aufrufe erreicht hat.

## Kritik
Unter anderem kritisieren Chip Online, t3n und die Frankfurter Allgemeine Zeitung die Qualität der Waren, die Versandzeit von ca. 30 Tagen und die fehlende Garantie auf Lieferungen von einzelnen Händlern sowie den potenziellen Missbrauch von Daten. Zudem können Steuern, Zoll und Versandkosten den eigentlich niedrigen Preis stark erhöhen. Außerdem kann es zu Problemen bei Reklamationen mit Händlern außerhalb Europas kommen. Weiterhin beansprucht die App viele Berechtigungen wie Zugriff auf Kontaktdaten sowie auf den Speicher, Netzwerke und Medien-Dateien.
Als Gründe für den Erfolg werden die niedrigen Preise und das Schnäppchenjagen genannt, was besonders auf junge und einkommensschwächere Menschen sehr attraktiv wirken soll. Des Weiteren richtet sich die Site an Smartphone-Nutzer, die eher dazu geneigt seien, Einkäufe zu tätigen, als Desktop-Nutzer (Mobile Commerce).
Wirtschaftsminister Bruno Le Maire hat in Frankreich im November 2021 verfügt, dass Wish aus Suchmaschinenergebnissen und bei Onlinediensten ausgelistet werden muss, da sich viele Produkte als nicht gesetzeskonform oder gar gefährlich erwiesen hätten.
Aufgrund der großen Kritik am Unternehmen wurde der Satz „bei/auf Wish bestellt“ mittlerweile als Internet-Meme zu einem Inbegriff für niedrige Qualität. Die österreichische Agentur für Gesundheit und Ernährungssicherheit stellte in einem 2024 durchgeführten Test von bei Wish angebotenem Spielzeug teils für Kinder lebensgefährliche Mängel fest.